# Stadtquartier Neuer Kanzlerplatz
Das Stadtquartier Neuer Kanzlerplatz, früher auch alternativ Neues Europaquartier oder Hochhaus am Kanzlerplatz genannt, ist ein Gebäudeensemble mit Hochhaus in der Bundesstadt Bonn. Es wurde von Anfang 2019 bis Ende 2022 auf der Fläche des alten Bonn-Centers errichtet.

## Beschreibung
Das Ensemble entstand an der Reuterbrücke am Bundeskanzlerplatz am Rande des Bundesviertels in Bonn-Gronau, auf der Fläche des im März 2017 gesprengten Bonn-Centers. Anders als das Vorgängergebäude setzt es sich aus drei baulich nicht miteinander verbundenen Gebäuden zusammen, von denen eines das Hochhaus beinhaltet. Zuvor nahm es ein Jahr in Anspruch, die Trümmer der Sprengung zu räumen. Bis Ende 2018 wurde die Baugrube präpariert, der Hochbau begann 2019. Am 14. Juni 2019 wurde die Grundsteinlegung gefeiert. Am 5. Mai 2021 wurde das 18. Stockwerk des Hochhauses im Rohbau vollendet und somit nach Geschossen bereits die Höhe des früheren Bonn-Centers erreicht. Die Fertigstellung des Ensembles erfolgte Ende 2022 und verfügt seitdem über 66.000 m² Bürofläche, verteilt auf 28 Stockwerke. 40.000 m² davon sollen von der Postbank angemietet werden. Ursprüngliche Pläne sahen ein niedrigeres Gebäude vor. Doch durch den bereits zuvor fast 50 Jahre lang währenden Hochhauskörper konnte die zulässige Gesamthöhe auf über 100 m erweitert werden.
Nach letzten Planungen misst das Hochhaus des Neuen Stadtquartiers 101,5 m. Damit ist es seit seiner Fertigstellung das dritthöchste der Stadt.
Die geplanten Baukosten des gesamten Komplexes wurden mit 67,8 Millionen Euro angegeben.

## Galerie

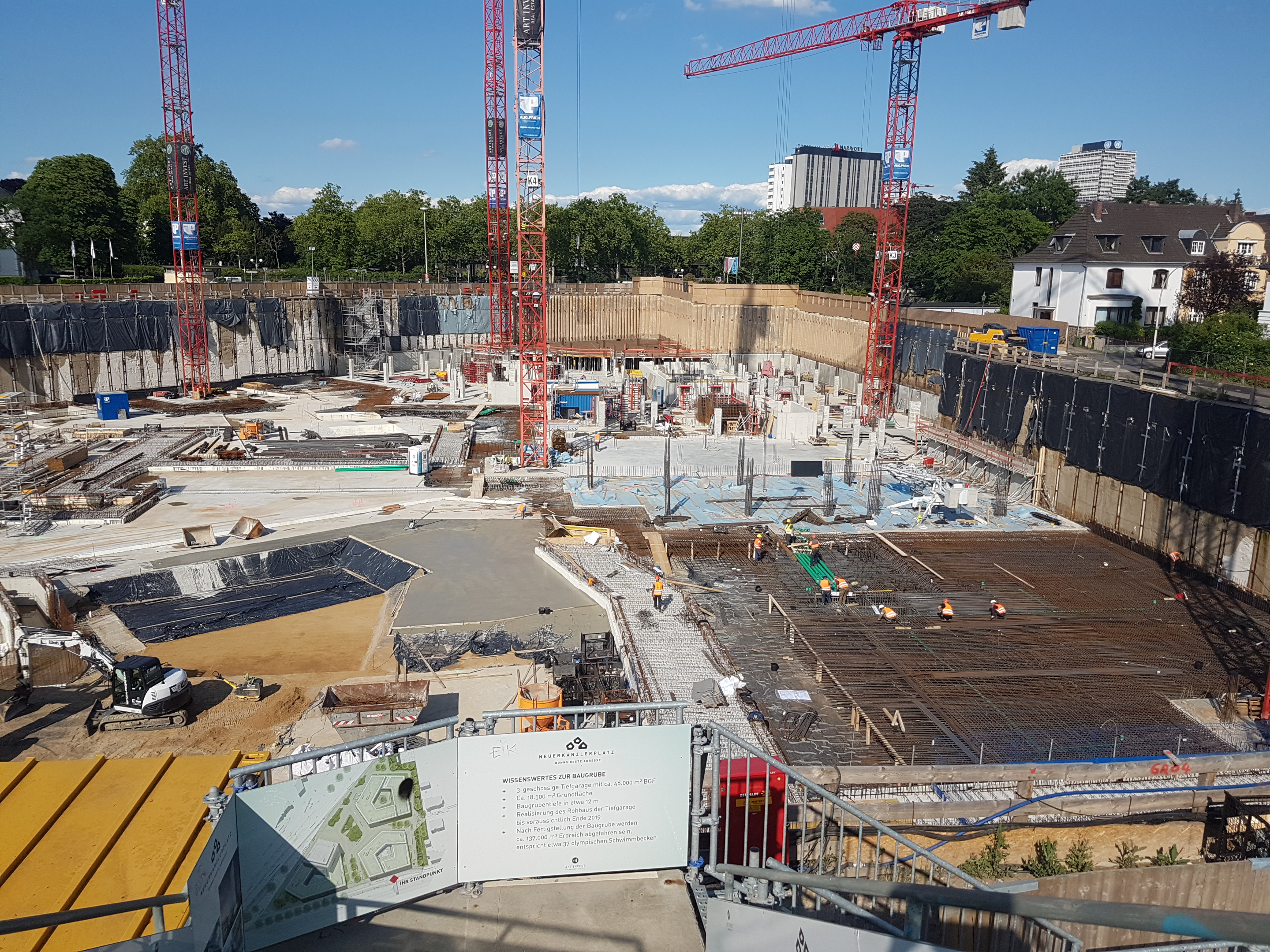
Der Baufortschritt am 29. Mai 2019
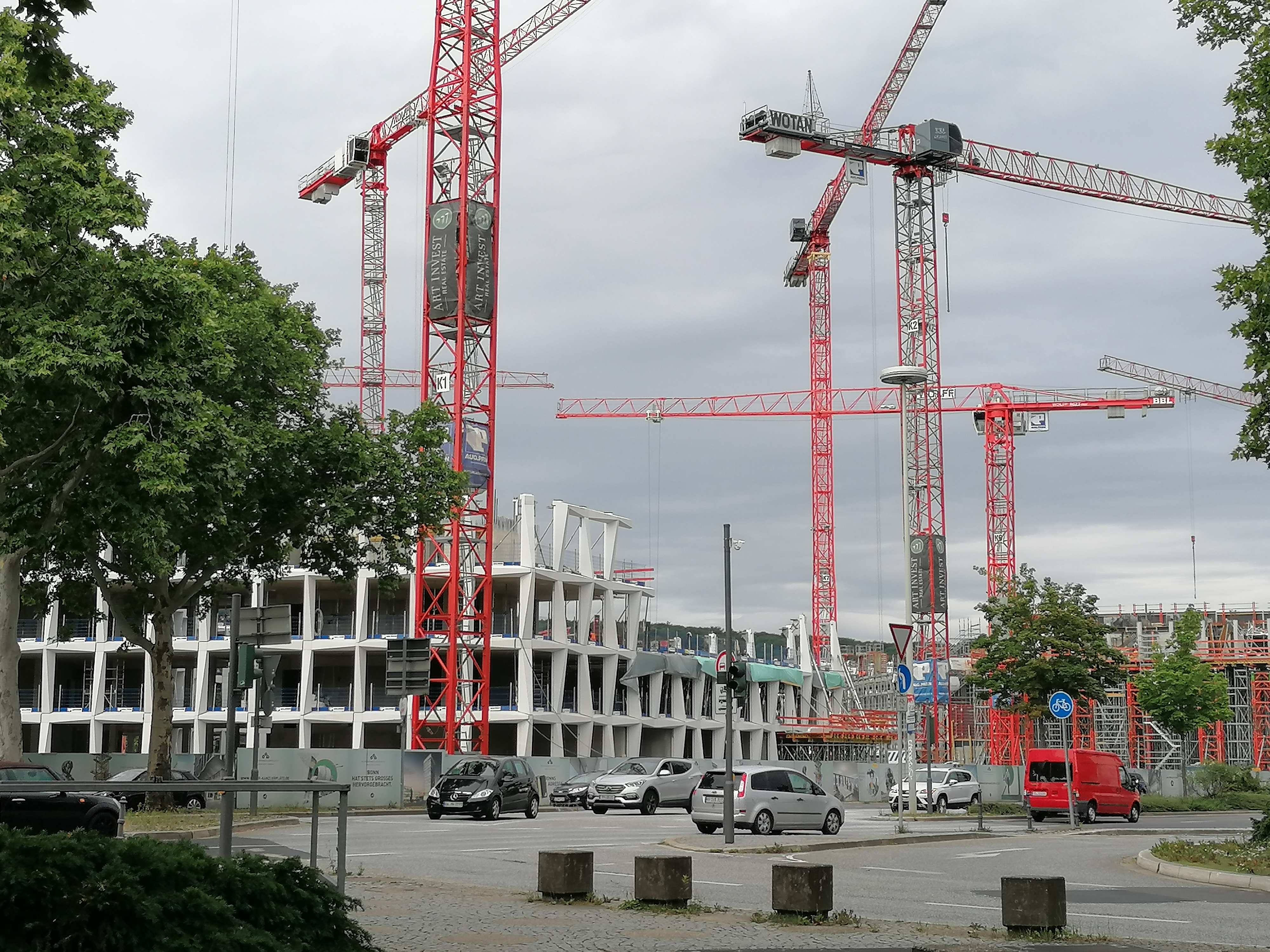
4. Juli 2020
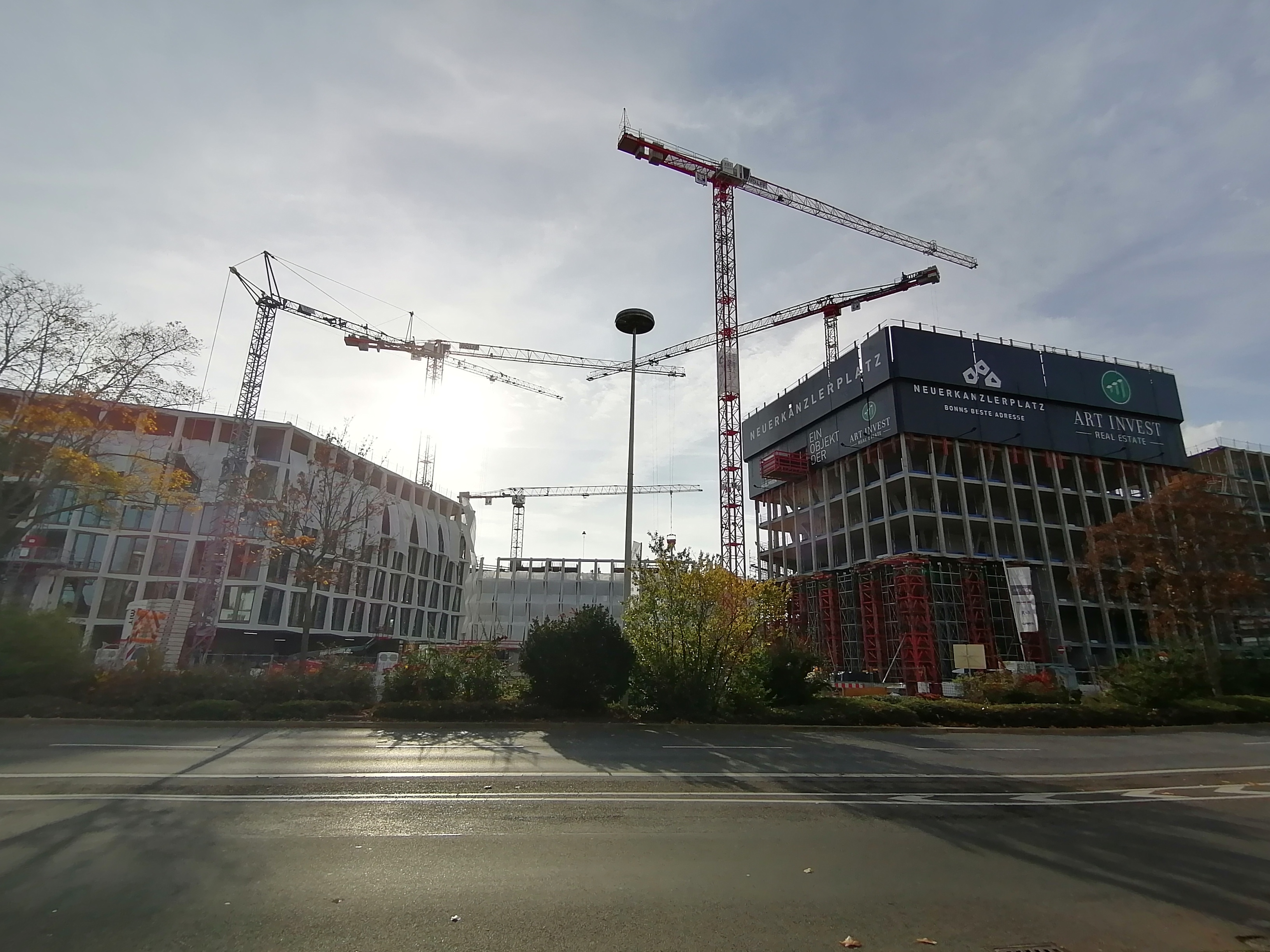
In den Nebengebäuden werden bereits Fensterelemente eingesetzt, 14. November 2020
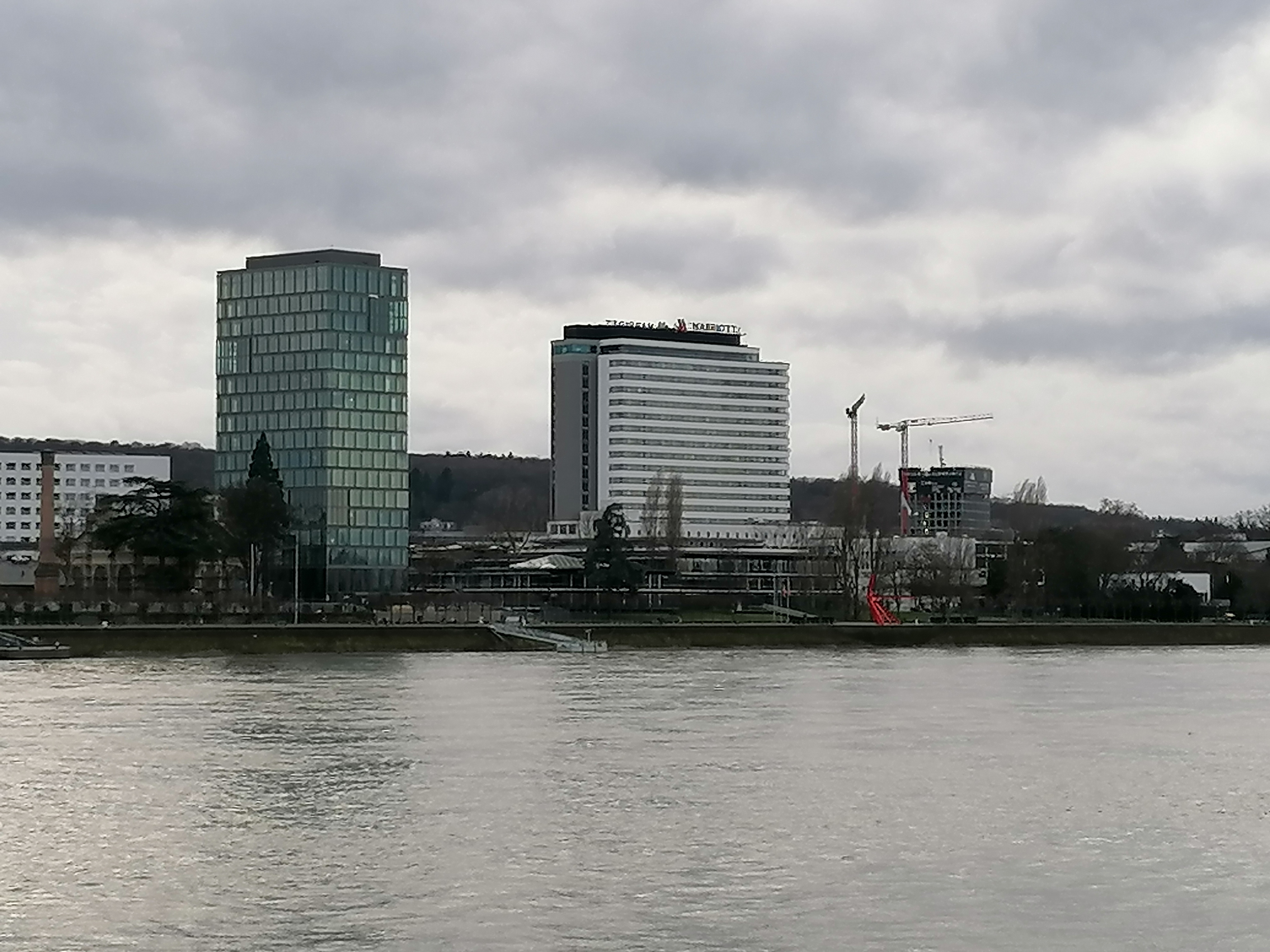
Blick aus Beuel auf die Baustelle, 21. Januar 2021
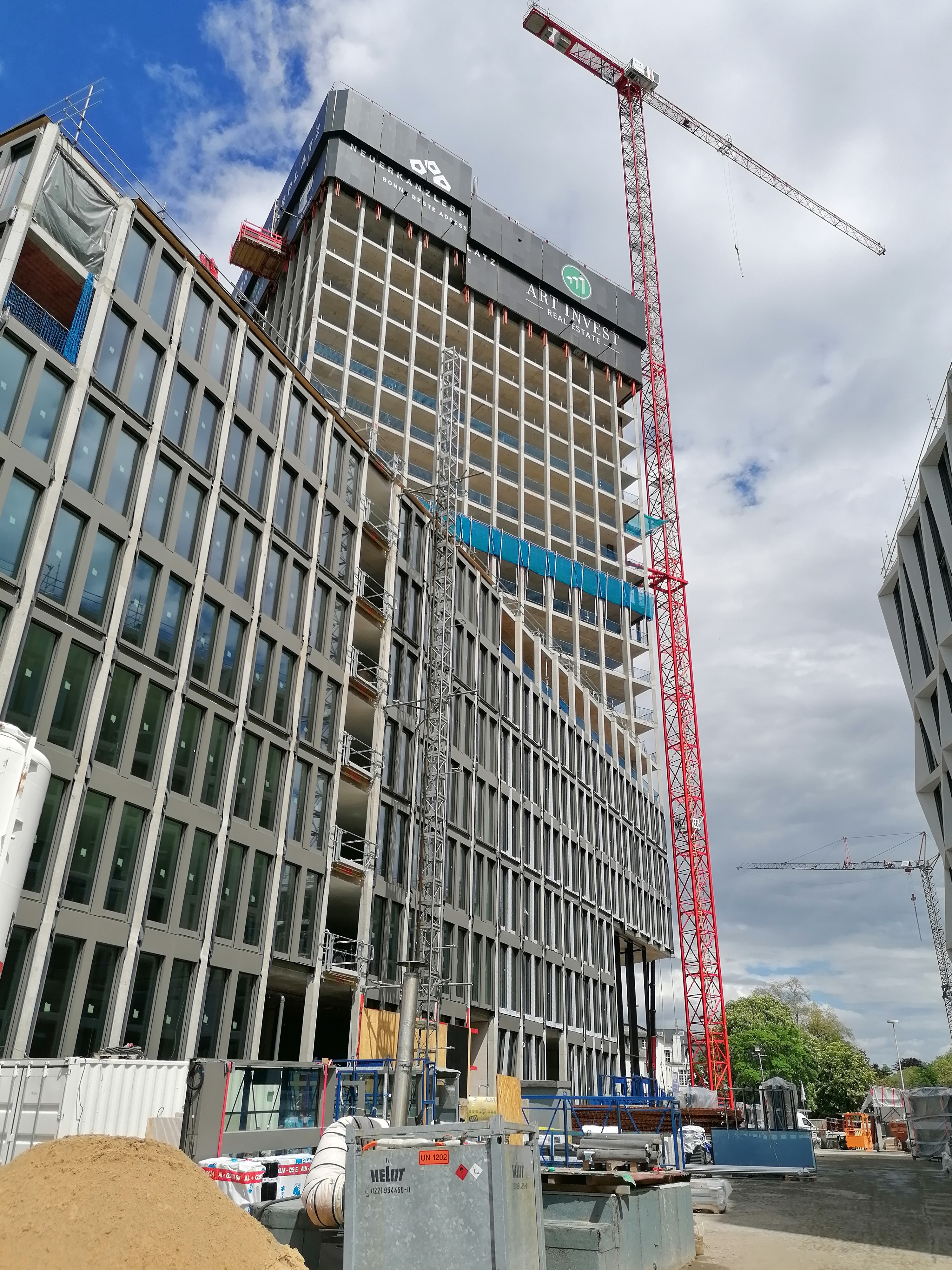
14. Mai 2021